# Jean Volpato
Jean Volpato (Blumenau, 29 de novembro de 1991) é um jornalista, professor, historiador e político brasileiro filiado ao Partido dos Trabalhadores (PT). É vereador do município de Blumenau, eleito nas eleições de 2024 com 4.221 votos, a maior votação já obtida pelo partido para o legislativo municipal. Também é suplente de deputado estadual por Santa Catarina.

## Formação acadêmica e carreira
É graduado em Jornalismo e História, e possui especialização em Gestão Estratégica em Políticas Públicas pela Universidade Estadual de Campinas (Unicamp). Atuou como professor, redator e jornalista em instituições educacionais e veículos de comunicação. Sua atuação profissional é marcada pelo compromisso com a educação, informação de qualidade e transformação social.

## Atuação estudantil
Sua trajetória política teve início no movimento estudantil. Participou de grêmios escolares, foi presidente do Diretório Central dos Estudantes (DCE) e esteve entre os fundadores da União Blumenauense dos Estudantes, com atuação voltada à defesa da educação pública, direitos da juventude e democracia nas instituições de ensino.

## Carreira política
Em 2022, foi candidato a deputado estadual por Santa Catarina pelo PT, recebendo 12.499 votos, ficando como suplente do partido.
Nas eleições de 2024, foi eleito vereador de Blumenau, tornando-se o candidato mais votado da história do PT na cidade. Sua campanha utilizou o slogan “Coragem para renovar” e o conceito “Vereamor”, propondo uma política baseada em escuta, afeto e compromisso social. Em dezembro de 2024, anunciou sua candidatura à presidência da Câmara Municipal de Blumenau.

## Atuação parlamentar
Desde o início do mandato, Volpato tem voltado sua atuação legislativa à defesa dos direitos humanos, da população LGBTQIA+, das mulheres, dos estudantes, do meio ambiente e dos animais. Apresentou projetos de lei nas áreas da educação, saúde, cultura e inclusão social.
É integrante das seguintes comissões permanentes da Câmara Municipal de Blumenau:
- Vice-presidente da Comissão de Turismo, Desenvolvimento Econômico Sustentável, Meio Ambiente e Agricultura;
- Membro da Comissão Permanente de Defesa Civil;
- Membro da Comissão de Análise às Emendas ao Regimento Interno;
- Membro da Comissão de Análise às Emendas à Lei Orgânica.[1]

## Curiosidades
Em dezembro de 2024, foi diagnosticado com Covid-19 e não pôde comparecer à cerimônia de diplomação. Foi representado por seu irmão gêmeo, por meio de autorização legal expedida pelo Tribunal Regional Eleitoral de Santa Catarina (TRE-SC), o que gerou ampla repercussão nas redes sociais pela semelhança entre os dois.[carece de fontes?]